# محمد آشوری تازیانی
محمد آشوری تازیانی (زادهٔ ۱٣۴١ در بندرعباس) سیاستمدار ایرانی است که در دولت چهاردهم از ۱۱ آذر ۱۴۰۳ به عنوان استاندار هرمزگان فعالیت می‌کند.وی پیشتر نمایندهٔ حوزه انتخابیه بندرعباس، حاجی‌آباد، قشم و ابوموسی در استان هرمزگان در دوره‌های هفتم، هشتم، نهم، دهم، یازدهم و دوازدهم مجلس شورای اسلامی بوده است.

## سوابق
برخی از سوابق وی عبارت است از:
- فرماندار بندرعباس
- معاون سیاسی امنیتی استانداری هرمزگان
- ریاست شورای ورزشی و هیئت فوتبال هرمزگان
- عضو کمیسیون امنیت ملی و سیاست خارجی مجلس شورای اسلامی[۴]عضو کمیسیون دفاعی - امنیتی شورای راهبردی
- رئیس کمیته امنیت داخلی شهرداری‌های کشور
- عضو هیئت حل اختلاف شوراها و شهرداری
- نماینده قوه مقننه در شورای توسعه غرب کشور
- رئیس هیئت عالی نظارت بر انتخابات شوراها
- عضو هیئت امنای دانشگاه هرمزگان
- ناظر هیئت رئیسه مجلس